# Pavel Zářecký
Pavel Zářecký (ur. 21 kwietnia 1940 w Mielniku) – czeski prawnik i urzędnik państwowy, w latach 2005–2006 i 2009–2010 minister bez teki.

## Życiorys
W 1964 ukończył studia prawnicze na Uniwersytecie Karola w Pradze, w 1990 uzyskał stopień kandydata nauk. Początkowo pracował w praskiej prokuraturze, następnie w latach 1966–1969 był zatrudniony w wojskowej akademii politycznej VPA KG. Również do 1969 należał do Komunistycznej Partii Czechosłowacji. W latach 1969–1971 pracował w jednym z instytutów Czechosłowackiej Akademia Nauk, następnie w innych instytutach, w tym od 1979 w instytucie zajmującym się administracją publiczną.
Po przemianach politycznych pełnił przez kilkanaście lat stanowisko wiceministra. Był wiceministrem spraw wewnętrznych (1990–1992 i 1998–2005), zastępcą wicepremiera (1992–1996) oraz pierwszym wiceministrem sprawiedliwości (1996–1998). W latach 2005–2006 i 2009–2010 był ministrem bez teki i przewodniczącym Rady Legislacyjnej w rządach Jiříego Paroubka i Jana Fischera.